# Carlos de Oliveira Magalhães
Carlos Manuel de Oliveira Magalhães, conosciuto come Litos (Porto, 25 febbraio 1974) è un ex calciatore portoghese, di ruolo difensore.

## Carriera

### Club
Litos comincia la carriera in Portogallo, vestendo, nei primi tre anni, altrettante maglie di club differenti. Nell'estate del 1995 passa, a titolo definitivo, al Boavista. Durante le sei stagioni di militanza riuscirà nell'impresa di vincere un campionato, nel 2001. Proprio in quell'anno approda in Spagna, al Malaga. Vincerà una Coppa Intertoto già nel 2002 ma vedrà la sua squadra retrocedere al termine dell'annata 2005-2006. Farà ritorno nuovamente in patri, all'Academica, con cui giocherà sino al 2008, anno del ritiro dal calcio giocato.

### Nazionale
Ha collezionato 6 presenze in Nazionale tra il 1999 e il 2001. È stato convocato per l'Olimpiade nel 1996, competizione nella quale ha disputato 4 incontri.

## Statistiche

### Presenze e reti in Nazionale
| Cronologia completa delle presenze e delle reti in nazionale ― Portogallo | Cronologia completa delle presenze e delle reti in nazionale ― Portogallo | Cronologia completa delle presenze e delle reti in nazionale ― Portogallo | Cronologia completa delle presenze e delle reti in nazionale ― Portogallo | Cronologia completa delle presenze e delle reti in nazionale ― Portogallo | Cronologia completa delle presenze e delle reti in nazionale ― Portogallo | Cronologia completa delle presenze e delle reti in nazionale ― Portogallo | Cronologia completa delle presenze e delle reti in nazionale ― Portogallo |
| Data                                                                      | Città                                                                     | In casa                                                                   | Risultato                                                                 | Ospiti                                                                    | Competizione                                                              | Reti                                                                      | Note                                                                      |
| ------------------------------------------------------------------------- | ------------------------------------------------------------------------- | ------------------------------------------------------------------------- | ------------------------------------------------------------------------- | ------------------------------------------------------------------------- | ------------------------------------------------------------------------- | ------------------------------------------------------------------------- | ------------------------------------------------------------------------- |
| 10-2-1999                                                                 | Parigi                                                                    | Paesi Bassi                                                               | 0 – 0                                                                     | Portogallo                                                                | Amichevole                                                                | -                                                                         |                                                                           |
| 18-8-1999                                                                 | Oeiras                                                                    | Portogallo                                                                | 4 – 0                                                                     | Andorra                                                                   | Amichevole                                                                | -                                                                         |                                                                           |
| 28-3-2001                                                                 | Porto                                                                     | Portogallo                                                                | 2 – 2                                                                     | Paesi Bassi                                                               | Qual. Mondiali 2002                                                       | -                                                                         |                                                                           |
| 2-6-2001                                                                  | Dublino                                                                   | Irlanda                                                                   | 1 – 1                                                                     | Portogallo                                                                | Qual. Mondiali 2002                                                       | -                                                                         |                                                                           |
| 15-8-2001                                                                 | Faro                                                                      | Portogallo                                                                | 3 – 0                                                                     | Moldavia                                                                  | Amichevole                                                                | -                                                                         |                                                                           |
| 14-11-2001                                                                | Lisbona                                                                   | Portogallo                                                                | 5 – 1                                                                     | Angola                                                                    | Amichevole                                                                | -                                                                         |                                                                           |
| Totale                                                                    |                                                                           | Presenze                                                                  | 6                                                                         |                                                                           | Reti                                                                      | 0                                                                         |                                                                           |

| Cronologia completa delle presenze e delle reti in nazionale ― Portogallo olimpica | Cronologia completa delle presenze e delle reti in nazionale ― Portogallo olimpica | Cronologia completa delle presenze e delle reti in nazionale ― Portogallo olimpica | Cronologia completa delle presenze e delle reti in nazionale ― Portogallo olimpica | Cronologia completa delle presenze e delle reti in nazionale ― Portogallo olimpica | Cronologia completa delle presenze e delle reti in nazionale ― Portogallo olimpica | Cronologia completa delle presenze e delle reti in nazionale ― Portogallo olimpica | Cronologia completa delle presenze e delle reti in nazionale ― Portogallo olimpica |
| Data                                                                               | Città                                                                              | In casa                                                                            | Risultato                                                                          | Ospiti                                                                             | Competizione                                                                       | Reti                                                                               | Note                                                                               |
| ---------------------------------------------------------------------------------- | ---------------------------------------------------------------------------------- | ---------------------------------------------------------------------------------- | ---------------------------------------------------------------------------------- | ---------------------------------------------------------------------------------- | ---------------------------------------------------------------------------------- | ---------------------------------------------------------------------------------- | ---------------------------------------------------------------------------------- |
| 20-7-1996                                                                          | Washington                                                                         | Portogallo olimpica                                                                | 2 – 0                                                                              | Tunisia olimpica                                                                   | Olimpiadi 1996 - 1º turno                                                          | -                                                                                  |                                                                                    |
| 22-7-1996                                                                          | Washington                                                                         | Argentina olimpica                                                                 | 1 – 1                                                                              | Portogallo olimpica                                                                | Olimpiadi 1996 - 1º turno                                                          | -                                                                                  |                                                                                    |
| 24-7-1996                                                                          | Washington                                                                         | Stati Uniti olimpica                                                               | 1 – 1                                                                              | Portogallo olimpica                                                                | Olimpiadi 1996 - 1º turno                                                          | -                                                                                  |                                                                                    |
| 27-7-1996                                                                          | Miami                                                                              | Portogallo olimpica                                                                | 2 – 1 dts                                                                          | Francia olimpica                                                                   | Olimpiadi 1996 - Quarti di finale                                                  | -                                                                                  |                                                                                    |
| Totale                                                                             |                                                                                    | Presenze                                                                           | 4                                                                                  |                                                                                    | Reti                                                                               | 0                                                                                  |                                                                                    |

## Palmarès

### Competizioni nazionali
- Campionato portoghese: 1

Boavista: 2000-2001
- Supercoppa di Portogallo: 1

Boavista: 1997

### Competizioni internazionali
- Coppa Intertoto UEFA: 1

Malaga: 2002